# Song Dae-nam
Dans ce nom coréen, le nom de famille, Song, précède le nom personnel.
Pour les articles homonymes, voir Song (homonymie).
Song Dae-nam est un judoka sud-coréen né le 5 avril 1979 à Yongin. Il est champion olympique des poids-moyens (-90 kg).

## Palmarès

### Jeux olympiques
- Jeux olympiques de 2012 à Londres (Royaume-Uni) :
  -  Médaille d'or en moins de 90 kg (poids moyens).